# Nazionale maschile di rugby a 15 della Repubblica del Congo
La nazionale di rugby XV della Repubblica del Congo rappresenta la Repubblica del Congo nel rugby a 15 in ambito internazionale.
La Nazionale congolese ha partecipato al Castle Beer Trophy nel 2008 (dal 4 all'8 maggio) in Burundi. Nel 2010 ha partecipato al CAR Trophy, perdendo contro il Niger, a Niamey, per 23-6<.
Nel 2011 ha partecipato alla Coppa d'Africa, dove era inserita nel girone nord della seconda divisione, dal 22 al 30 luglio in Mali.